# Singaporees honkbalteam

Vlag van Singapore.

Het Singaporees honkbalteam is het nationale honkbalteam van Singapore. Het team vertegenwoordigt Singapore tijdens internationale wedstrijden. Het Singaporees honkbalteam hoort bij de Aziatische Honkbalfederatie (BFA). 